# Убийство Анастасии Мещеряковой
Убийство Анастасии Мещеряковой — резонансное убийство четырёхлетней девочки, совершённое 29 февраля 2016 года в Москве её душевнобольной няней Гюльчехрой Бобокуловой, ухаживавшей за девочкой в течение трёх лет. Подробности этого садистски жестокого убийства получили широкую огласку.

## Ход событий

### Убийство
Утром 29 февраля 2016 года Гюльчехра дождалась, когда родители девочки вместе со старшим ребёнком ушли из съёмной трёхкомнатной квартиры, расположенной в доме по адресу Москва, улица Народного Ополчения, дом 29, корпус 1, после чего дождавшись, когда Настя уснёт, задушила её, отрезала ей голову кухонным ножом, положила отрезанную голову в пакет, затем подожгла квартиру с помощью лампадного масла и вышла из дома с отрезанной головой убитой девочки в пакете.
В 9:30 сигнал о пожаре поступил в московское управление МЧС. Пожарные приехали на место пожара в 9:38, и к 10:05 пожар был потушен. Квартира практически полностью выгорела, как и общий коридор.
Тем временем Бобокулова доехала на такси до южного вестибюля станции метро «Октябрьское поле», где, положив на землю молитвенный коврик и встав на него на колени, начала молиться, после чего сотрудники полиции попросили у неё документы для проверки. Но вместо документов Гюльчехра показала полицейским отрезанную голову ребёнка и сказала, что она убила этого ребёнка и сейчас взорвёт себя. Также она назвала себя террористкой, сказала, что она ненавидит демократию и кричала «Аллах акбар!». Тогда полицейские отбежали от неё и перекрыли один из выходов со станции метро «Октябрьское Поле». Из ближайших магазинов и торговых центров были эвакуированы посетители, а улицы вокруг станции метро были оцеплены полицией.

### Задержание убийцы
Бобокулова была задержана в 12:40 — спустя 40 минут после того, как полицейские попросили у неё документы.
Действия сотрудников полиции, которые оцепили место происшествия, заблокировали вход в метро, отвели прохожих от места происшествия и в течение 40 минут не задерживали Бобокулову, размахивавшую отрезанной детской головой и выкрикивавшую лозунги, подверглись критике со стороны президента Международной ассоциации ветеранов подразделения антитеррора «Альфа» Сергея Гончарова.
Однако критика Гончарова не учитывала факта возможного наличия взрывчатки у женщины (она угрожала самоподрывом) и возможной детонации взрывчатки в толпе прохожих в момент выстрела или задержания. Также он говорил о полицейских, которые ничего не делали и не замечали женщину с отрезанной головой — в то время как на видеозаписи с камер наружного наблюдения видно, как сотрудники полиции блокируют вход в метро и отводят прохожих от места происшествия и возможного взрыва. В момент задержания также были ясно видны: безлюдный вход в метро, где стояла потенциальная террористка; полицейский, поваливший её на землю; и неожиданно набегающие со всех сторон (в том числе и из станции метро) сотрудники полиции. Следовательно, они профессионально «держали периметр», ограждая потенциальную террористку от прохожих и от станции метро. Проводилась эвакуация людей; женщине не дали войти в метро и приблизиться к толпе. Полицейский, поваливший женщину на землю в тот момент, когда она встала и пошла к оцеплению, накрыл её своим телом; и, по словам того же Гончарова, «заслуживает награды».
Поступок полицейского, накрывшего потенциальную террористку своим телом, находит и поддержку, и критику. Руководство московской полиции посчитало, что этот поступок заслуживает награды, и пообещало наградить сотрудника.

### Следствие
В связи с запросом следственных органов России, МВД Узбекистана провело сбор оперативной информации, в рамках которого были опрошены родные Бобокуловой, в том числе задержанный старший сын, обвинение которому не предъявлено. Газета «Московский комсомолец» со ссылкой на следователей Узбекистана сообщила о том, что на допросе старший сын Рахматилло рассказал о влиянии на Бобокулову её сожителя Мамура Джуракулова, который был задержан в Таджикистане. Именно после знакомства с Джуракуловым Гюльчехра заявила о желании уехать жить в Сирию, где «в Исламском государстве она будет беспрепятственно ходить в парандже, жить по законам шариата, учить законы ислама».
2 марта 2016 года судья Пресненского районного суда Москвы Татьяна Васюченко постановила арестовать Бобокулову до 29 апреля 2016 года. Перед судебным заседанием Гюльчехра сказала, что убила девочку потому, что ей приказал Аллах. Позже на допросе заявила, что сделала это, чтобы отомстить Путину за бомбардировки в Сирии.
4 марта 2016 года Бобокуловой официально предъявлено обвинение в убийстве по части 2 статьи 105 УК РФ (убийство малолетнего).
Бобокуловой в течение месяца предстояло пройти психиатрическую экспертизу в Институте судебной психиатрии им. Сербского. Отмечалось, что в случае доказательства факта вменяемого состояния Бобокуловой во время совершения преступления и выявления её вербовщиков, дело могло быть переквалифицировано по статье 205 УК РФ — как теракт.
10 марта 2016 года Бобокулова была переведена на 30 дней в стационарное отделение психиатрической больницы при СИЗО «Бутырка».
27 апреля 2016 года была завершена психиатрическая экспертиза Бобокуловой, проводившаяся в НИИ имени Сербского, и её результаты не были обнародованы под предлогом защиты тайны следствия и врачебной тайны. После завершения экспертизы Бобокулову вернули в психиатрическую больницу при СИЗО. По сообщению Интерфакса, женщина не предстанет перед судом, так как признана невменяемой и нуждается в принудительном лечении.
По данным следствия, материальный ущерб, причинённый Гюльчехрой Бобокуловой, оценивается в 6,5 млн руб., из которых 5 млн руб. — это ущерб имуществу Мещеряковых и 1,5 млн руб. — ущерб имуществу хозяйки квартиры Светланы Скачковой.

### Суд
25 мая 2016 года в Пресненском районном суде Москвы состоялось судебное заседание, по итогам которого судья Найдёнов продлил срок содержания под стражей Бобокуловой до 29 июля 2016, затем арест был продлён до 29 октября 2016 и потом — до 4 апреля 2017 года.
Судебный процесс над Гюльчехрой Бобокуловой прошёл 24 октября 2016 года в Хорошёвском районном суде Москвы. Психолого-психиатрическая экспертиза Бобокуловой, проведённая в ходе предварительного расследования, дала заключение о том, что у Бобокуловой есть хроническое психическое расстройство. Бобокулова на суде признала свою вину в совершении преступления. Судебное заседание прошло в закрытом режиме — на нём допрашивали потерпевших. Бобокуловой было предъявлено обвинение по статьям «убийство малолетнего», «умышленное уничтожение чужого имущества путём поджога» и «заведомо ложное сообщение о взрыве». На основании заключения, сделанного в рамках психолого-психиатрической экспертизы, прокурор ходатайствовал перед судом о назначении Бобокуловой принудительных мер медицинского характера.
Судья Хорошёвского районного суда Москвы Виктория Котенева признала Гюльчехру Бобокулову виновной в убийстве, умышленном уничтожении имущества и заведомо ложном сообщении о террористическом акте, освободила её от уголовной ответственности за это на основании экспертизы, установившей наличие у Бобокуловой психического расстройства, и отправила Бобокулову на принудительное лечение. Гособвинитель и адвокат Бобокуловой не возражали против этого.
Гражданский иск Мещеряковых, заявленный к Бобокуловой в рамках уголовного дела, 24 ноября 2016 был отклонён судьёй по процессуальным основаниям — поскольку Бобокулова была освобождена от уголовной ответственности на основании экспертизы, установившей, что Бобокулова совершила преступление в состоянии невменяемости, то гражданский иск в рамках рассмотрения уголовного дела в суде не подлежал рассмотрению в соответствии с УПК РФ.

## Анастасия Мещерякова

### Характеристика
Анастасия получила родовую травму, в результате которой ей был поставлен диагноз — поражение центральной нервной системы. Врачи прогнозировали, что ребёнок не сможет самостоятельно ходить. В 2012 году Анастасии был поставлен диагноз «эпилепсия симптоматическая мультифокальная; задержка психомоторного развития; синдром двигательных нарушений (по типу центрального тетрапареза)». Родители девочки — Екатерина Александровна и Владимир Анатольевич Мещеряковы, уроженцы Орловской области, приехавшие в Москву на заработки: Владимир в последние годы трудился программистом в Центризбиркоме, Екатерина — бухгалтером в частной компании. Родители вкладывали средства в лечение дочери: возили её на лечение в Китай, а также планировали делать ей операцию в Германии.

### Мемориал
Вечером 1 марта 2016 года возле станции метро «Октябрьское поле» состоялся стихийный митинг в память об убитой девочке и в поддержку её родственников. Стихийно образовались 2 мемориала в память об убитой девочке: один — возле станции метро «Октябрьское поле», второй — у подъезда, где жила убитая девочка. Туда приносили цветы, плюшевые игрушки, шоколад, конфеты; также там стояли горящие свечи. За сутки в соцсетях было собрано больше 2,5 млн рублей в помощь семье погибшей девочки.

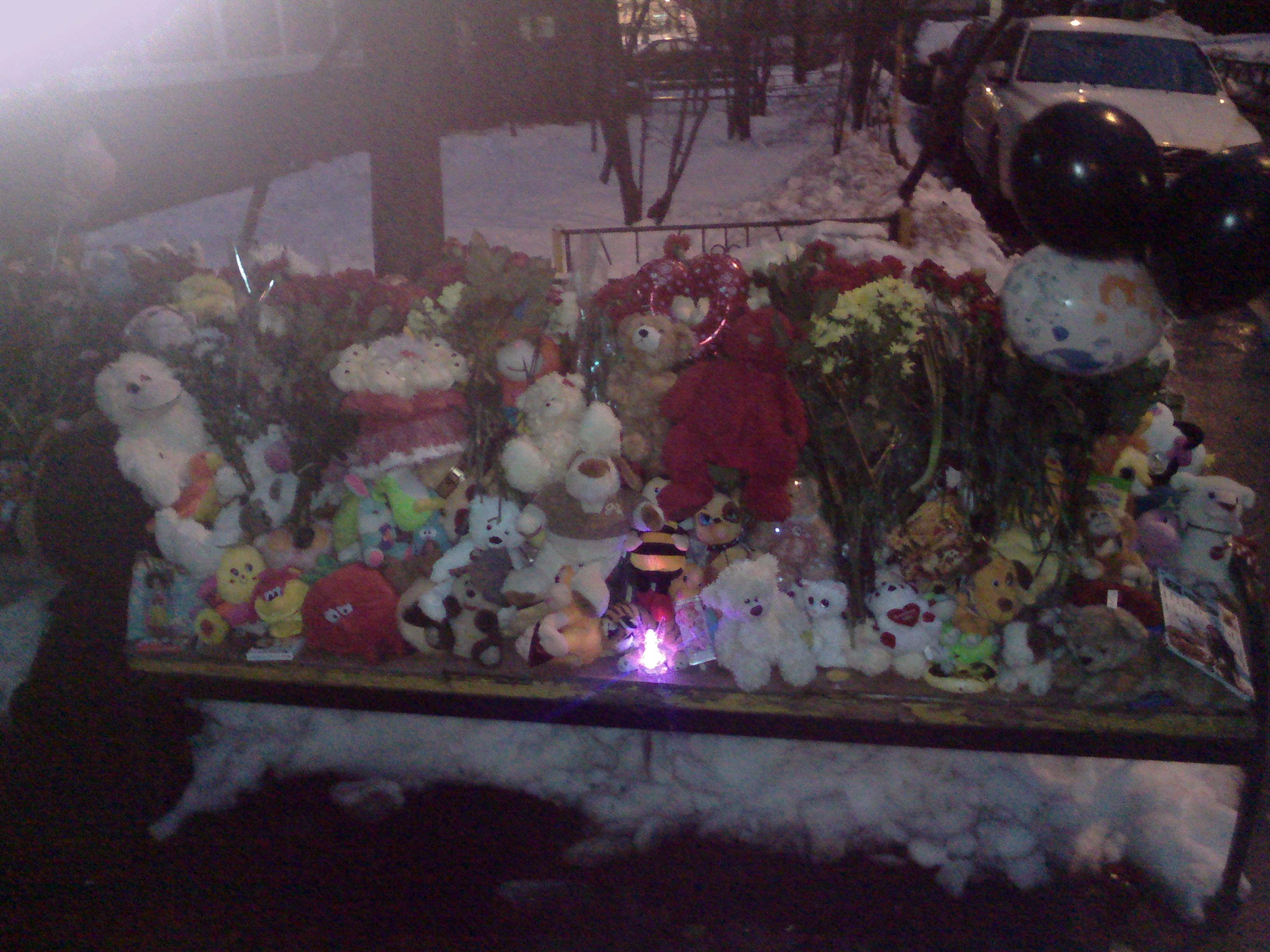
Мемориал возле дома, в котором жила Настя
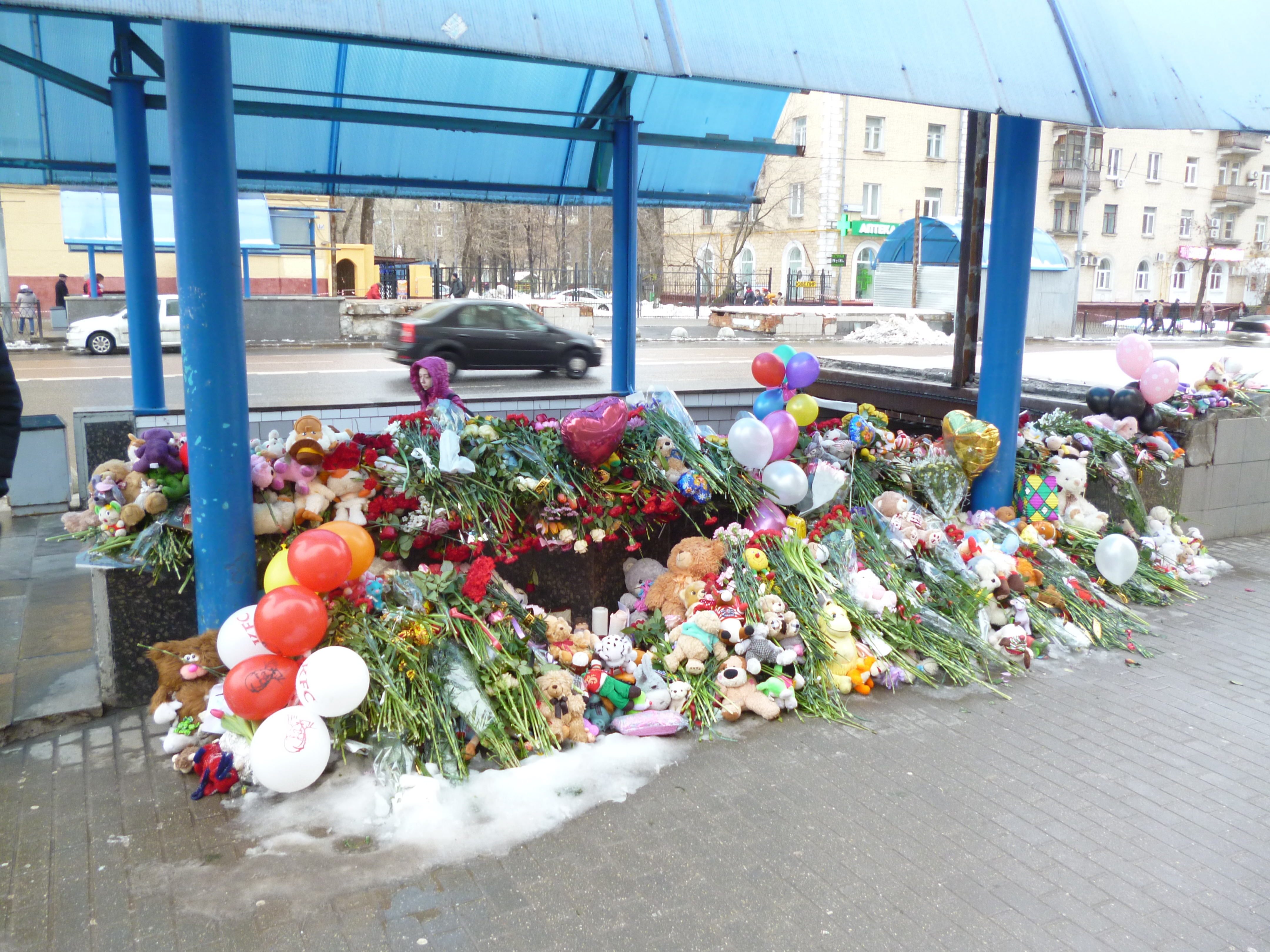
Мемориал около входа на станцию метро «Октябрьское поле»

### Похороны
6 марта 2016 года Настю Мещерякову похоронили в городе Ливны Орловской области, на родине отца.

## Гюльчехра Бобокулова

### Психическое здоровье
Несмотря на то что начиная со дня преступления в СМИ высказывалась версия о психической болезни Бобокуловой, достоверно подтверждённых сведений об этом изначально не было. В СМИ (со ссылкой на разговоры с родственниками, односельчанами и различными официальными лицами) распространялись три версии о том, при каких обстоятельствах и когда ей был поставлен диагноз, и когда она была взята на учёт в психиатрическом диспансере:
- Версия газеты «Московский комсомолец» со ссылкой на дополнительные сведения, полученные от участкового милиционера в телефонном разговоре. У себя на родине в 2000 году Гюльчехра была признана невменяемой — ей был поставлен диагноз шизофрения, она стояла на учёте в психоневрологическом диспансере, регулярно проходила лечение в больнице, была известна в родном селе как сумасшедшая, из-за этого не могла нигде найти работу, и в 2002 году из-за её болезни муж с ней развёлся[57].
- Версия Gazeta.ru со ссылкой на отца Бобокуловой[58]. Диагноз был поставлен в 1999 году[59]. В 2002 году находилась на лечении[58].
- Версия РИА Новости со ссылкой на Самаркандский областной психоневрологический диспансер. С 2003 года Гюльчехра состояла на учёте в Самаркандском областном психоневрологическом диспансере с диагнозом «острое шизофреническое расстройство». В связи с указанным диагнозом у пациентки регулярно отмечались отклонения в психике с потерей контроля над своими действиями[60].

Окончательные доказательства невменяемости Бобокуловой предоставил МВД Узбекистана при содействии ГУ МВД по Москве: был получен официальный ответ от руководства Самаркандского областного психоневрологического диспансера, подтвердивший версию РИА Новости о постановке Бобокуловой на учёт с диагнозом «Острый шизофренический эпизод. Галлюцинаторный синдром» в 2003 году.
Известный российский врач-психиатр Фёдор Кондратьев, проводивший в своё время экспертизу в отношении Андрея Чикатило, комментируя дело Бобокуловой уже после вынесения приговора, согласился с выводом о невменяемости подсудимой: «Судя по всему, у неё действительно шизофрения», — отметил Кондратьев.
Однако высказывалась и критика заключения врачей о невменяемости Бобокуловой. Так адвокат Людмила Айвар отметила, что в последнее время невменяемыми признаются многие исполнители жестоких убийств.
Она адекватно спланировала преступление, дождалась, когда родители уйдут из дома, попыталась скрыть следы преступления, а затем пошла на улицу, чтобы во всеуслышание заявить о своих мотивах.Людмила Айвар
Также выводы экспертов раскритиковал историк-славист Вадим Трухачев, старший преподаватель РГГУ, эксперт Российского совета по международным делам:
Это просто скотство. Скотство, и добавить здесь нечего. Просто освободили от заслуженного наказания лишь по той причине, что няня-убийца когда-то лечилась у себя в Узбекистане от шизофрении. Но, прошу прощения, факт поставленного некогда психиатрического диагноза не означает автоматически полной амнистии от наказания за свои действия. В судебной практике смотрят на состояние преступника с диагнозом на момент совершения им преступления. Если, скажем, больной убийца признаёт, что сознавал, что убил с особой жестокостью человека, а потом расчленил его, то по суду он признаётся вменяемым и несёт наказание по всей строгости закона. Освобождение от уголовной ответственности с последующей отправкой на принудительное лечение следует лишь в том случае, если психбольной маньяк в течение всех следственных действий говорит, что не убивал человека, а беседовал с ним, и жертвой был не человек, а инопланетянин. Гюльчехра Бобокулова может и страдает шизофренией, но совершение зверского убийства ребёнка-инвалида за собой признаёт. Она даже обосновала своё зверство: дескать, хотела отомстить Путину за спецоперацию в Сирии. Точно так же оправдывают свои преступления все джихадисты.Вадим Трухачев

### Работа в Москве
Гюльчехра уехала в Москву и долгое время работала на овощебазе (где перебирала лук), затем продавала на рынке фрукты и овощи.
До того как начать работать няней в семье убитой девочки, Гюльчехра работала няней в другой семье в Москве, и на работу няней в новую семью она перешла с хорошей рекомендацией. До убийства Гюльчехра работала няней в семье Мещеряковых 3 года.
В конце 2015 года Гюльчехра ездила к себе на родину в Узбекистан для переоформления паспорта. Там она узнала, что её муж женился второй раз и предложил ей стать его второй женой. Вернувшись в Россию, в конце января 2016 года она встала на миграционный учёт на юго-востоке Москвы, однако патент на работу не получала.

### Семья
Отец — Бахретдин Тураев, в 2016 году ему было 62 года, имеет 6 дочерей, 19 внуков и правнука, умер в 2019 году. Первого мужа звали Радмир. Он ушёл от неё в 2000 году, когда Гюльчехре был поставлен диагноз; официально развелись в 2002 году. От первого мужа Гюльчехра родила троих сыновей:
- старший сын — Рахматилло Ашуров, 19 лет, раньше жил в Москве и работал на рынке. В конце ноября 2015 года вернулся в Узбекистан. Вечером 29 февраля был арестован в Самарканде[13][25], но через 40 дней был отпущен и впоследствии перебрался в Швецию[49];
- среднему сыну 18 лет, учился в туристическом колледже. Мать воспитывала его 1,5 года; далее он рос в семье сестры зятя отца[13];
- младший сын, 2000 года рождения, жил с родителями Гюльчехры. Учился в школе и готовился поступать в техникум[13].

В Москве она познакомилась со своим вторым мужем — Сухробом Муминовым из Самарканда, который работал продавцом в строительном торговом центре «Си́ндика». По словам отца Гюльчехры, они поженились в Самарканде и прожили вместе чуть больше двух лет. 5 с половиной лет назад Гюльчехра узнала, что он ей изменяет с русской женщиной, и они развелись.
В марте 2014 года Гюльчехра познакомилась в Москве с Мамуром Джуракуловым, 48 лет, позднее они заключили шариатский брак.

## Освещение преступления на российском телевидении
Три крупнейших телеканала — Первый канал, Россия-1 и НТВ, а также Россия-24, Пятый канал, ОТР, ТВ Центр и Москва 24 не выводили в эфир информацию об убийстве. В то же время, преступление в день убийства активно освещалось на каналах LifeNews, РБК и Мир. Два выпуска новостей об этом событии сделал телеканал Звезда, и один — телеканал Рен-ТВ. Те телеканалы, которые не выпустили в эфир новостей сюжетов об убийстве, опубликовали информацию об убийстве на своих интернет-сайтах. Пресс-секретарь президента России Дмитрий Песков в связи с этим заявил, что из Кремля не было дано указания по замалчиванию убийства, а решение о «молчании» на эту тему было принято руководством телеканалов самостоятельно. Однако сами телеканалы отказались отвечать на вопрос о том, почему они в первые часы не показали сюжеты об убийстве в новостных телепрограммах.
В связи с этим Фонд борьбы с коррупцией подал заявление в Следственный комитет России с просьбой провести проверку и возбудить уголовное дело по статье 144 уголовного кодекса РФ о воспрепятствовании законной профессиональной деятельности журналистов.
В статье в токийском журнале «The Diplomat» за март 2016 года обращалось внимание на различие в подходах «Первого канала» к освещению выдуманной истории о распятии мальчика из Славянска и реального убийства Анастасии Мещеряковой, не получившего особого внимания — освещение этих двух событий сравнивала и французская газета Le Figaro.
- Почему российское ТВ не рассказало о жестоком убийстве ребенка в Москве?
- Убийство ребенка: промолчать нельзя рассказать?

## Общественная реакция

### Публикация карикатуры в Британии
Карикатуру на преступление Бобокуловой опубликовал британский журнал Vive Charlie на своей обложке. Автор карикатуры, опубликованной в Vive Charlie, пояснил, что он этой карикатурой хотел привлечь внимание соотечественников к преступлению Бобокуловой, и ни в коем случае не хотел оскорбить родственников убитой девочки, не отрицая при этом провокационность выбранного им способа привлечения внимания, в результате которого он получил из России несколько сотен писем с угрозами, авторы которых полагали, что он этой карикатурой прославлял убийцу. Однако он опроверг эти обвинения.

### Заявления политиков и общественных деятелей
2 марта 2016 года на интернет-сайте Московского городского комитета КПРФ были опубликованы требования об усилении борьбы с нелегальными мигрантами и о введении визового режима со странами Центральной Азии, сопровождавшиеся картинкой с женщиной в никабе, держащей в руке человеческую голову. Депутат Госдумы из фракции Справедливая Россия Олег Пахолков обратился к генпрокурору России Юрию Чайке с просьбой проверить, образует ли публикация этого рисунка состав преступления, предусмотренного статьёй 282 УК РФ («Возбуждение ненависти либо вражды») и обвинил коммунистов в разжигании межнациональной розни. В ответ секретарь ЦК КПРФ по информационно-аналитической работе и проведению предвыборных кампаний Сергей Обухов заявил, что юристы КПРФ не считают, что этот рисунок разжигает межнациональную рознь, однако спорное изображение на следующий день было заменено на другое — на картинку, изображающей слова «Stop» и «Контроль», помещённые в кольцо красного цвета. Также за размещение этой картинки коммунистов раскритиковал и депутат Госдумы из ЛДПР Ярослав Нилов.
2 марта 2016 года депутат Госдумы из ЛДПР Роман Худяков в связи с преступлением Бобокуловой призвал вернуть смертную казнь, в том числе и для шизофреников.
9 марта 2016 года представители нескольких религиозных конфессий — вице-президент Конгресса еврейских религиозных общин и организаций России (КЕРООР) Зиновий Коган, первый зампред Духовного управления мусульман РФ Дамир Мухетдин и первый заместитель начальствующего епископа Российского объединённого союза христиан веры евангельской (пятидесятников) Константин Бендас — выступили с заявлением об осуждении картинки, опубликованной московским горкомом КПРФ, заявив об уподоблении коммунистов сатирическому еженедельнику Charlie Hebdo.

### Комментарии специалистов
По мнению клинического психолога А. В. Гараганова, публичная демонстрация убийцей отрезанной головы является актом устрашения (психологическим терроризмом).

### Реакция в Твиттере
Изначально убийство было воспринято как общее горе: прошли стихийные митинги, появились мемориалы в память о девочке, люди давали деньги родственникам убитой девочки. Трагедия нашла своё отражение в социальных сетях: пользователи не только призывали поддержать пострадавшую семью, но и пытались анализировать произошедшее, обозначить виновных. Методика интент-анализа позволила выявить, что среди тематических сообщений доля призывов составила всего 3 %.
C марта по октябрь 2016 можно выделить три этапа обсуждения.

#### Первый этап
Непосредственно в дни трагедии фиксируется общий ход событий, организуются помощь семье Мещеряковых, сбор средств, освещается создание стихийного мемориала у метро. На этом этапе доминируют преимущественно локутивные формы речевого акта — сообщения информируют о событиях или поступках. Пользователи выражают особое недовольство тем, что ряд СМИ предпочитают молчать о случившемся. Однако мнения разделяются: часть людей осуждает подобную политику, другая же часть придерживается мнения, что демонстрация кадров с места преступления противоречит существующей этике.

#### Второй этап
Второй этап активного обсуждения приходится на период следствия и вынесения приговора. Именно здесь зафиксировано наибольшее число сообщений и призывов с признаками речевой агрессии, осуждение действий суда и властей («Няню Бобокулову, туда самую первую включить, а ещё лучше вовсе расстрелять… #Бобокулова #няня #убийца #Россия»; «Расстрелять её и сжечь как ведьму!!!! ЭТО ВСЕ, ЧЕГО ОНА ДОСТОЙНА!!! #Бобокулова #Путин #Россия #следствие»; «#новости #суды #Бобокулова Решение суда по делу Гульчехры Бобокуловой объяснить трудно»; «няня #Бобокулова вменяема, власть в России невменяемая, кот. бомбит детей в Сирии, „оппозиция“ невменяемая, кот. молчит об этом.»).

#### Третий этап
Третий этап, пришедшийся на конец ноября, связан с обсуждением возможного выхода Бобокуловой на свободу. Он характеризуется новой волной протестных настроений, требованиями ужесточения миграционного режима. Именно на этом этапе приоритетными становятся перлокутивные речевые акты, декларирующие определённый результат. В рамках интерпретации данного случая складывается основная версия произошедшего: влияние гражданского мужа Бобокуловой определило её желание уехать жить в Сирию, «в Исламском государстве, по словам самой фигурантки, она будет беспрепятственно ходить в парандже, жить по законам Шариата, учить законы Ислама». В итоге от личной трагедии семьи Мещеряковых вектор дискурса смещается в сторону сирийских событий, ИГИЛ и терроризма. В сетевой дискуссии вокруг «дела Бобокуловой» доминируют призывы-лозунги (52 %), а количество призывов-обращений к конкретным адресатам зафиксировано на аналогичном уровне — 26 %. Доля призывов ничтожна мала.
В большинстве призывов образ врага — конкретное лицо, а именно сама Бобокулова («Убийцу Бобокулову отпустили из-под уголовной ответственности! Это просто жесть! Надо этой твари самосуд устроить! #самосуд #Бобокулова»). Вместе с тем в межэтническом дискурсе прослеживаются и попытки генерализации, когда мнения и суждения о частном лице превращаются в обобщённые определения и переносятся на всех представителей данной общности («Гульчехра Бобокулова — не российская гражданка. Почему не ввести визы?»; «Узбекистан бомбить будем? Чтобы террористы к нам не ехали. #ГюльчехраБобокулова»). Лишь в небольшой части твиттов в качестве врага обозначена власть, позиция которой в этом случае идентифицируется с действиями суда и полиции («#Полиция которая не защищает Русский народ! Так что берегите себя сами, как говорится. #русскийнарод #бобокулова»). Меньшая часть призывов несёт в себе признаки речевой агрессии — в большинстве случаев пользователи, даже апеллируя к радикальным действиям, не прибегают к экспрессивной лексике («Для таких как Бобокулова надо было возвращать смертную казнь»).

### Сбор денег и ущерб имуществу
3 марта 2016 года Духовное управление мусульман Москвы объявило о сборе денег в мечетях Москвы для семьи убитой девочки. Также о сборе денег родителям убитой девочки было объявлено в социальной сети «Фейсбук». В итоге за несколько дней было собрано более 4 млн рублей.
Сгоревшая квартира была отремонтирована силами коллег Владимира Мещерякова, в 2017 году хозяйка продала её женщине из Оренбургской области. На момент покупки женщина не знала о произошедшей в этой квартире трагедии.
Мещеряковы по ипотеке купили двухкомнатную квартиру в Красногорске. Супруги тяжело переживали убийство дочери: неоднократно вызывалась скорая помощь по причине нервных срывов, отец девочки стал выпивать, на какое-то время пара даже расставалась, но потом стали снова жить вместе. 3 апреля 2018 года Владимира Мещерякова привезли в наркологическую клинику и оттуда же он был госпитализирован в Инфекционную клиническую больницу № 2 с подозрением на менингит. 8 апреля скончался из-за сепсиса и его похоронили рядом с убитой дочерью. Екатерина Мещерякова после смерти Владимира нашла нового мужа, родила сына.